# Kilifi Uele
Kilifi Uele (ur. 14 listopada 1974) – tongijski piłkarz grający na pozycji pomocnika w Veitongo FC, klubie piłkarskim z Tonga Major League. Od 2005 jest dyrektorem technicznym Tonga Football Association. Uele jest drugim najstarszym strzelcem w historii międzynarodowej piłki nożnej. W karierze zawodowej zadebiutował w roku 1997. W reprezentacji Tonga gra od 2001 roku. Wystąpił w niej 24 razy i zdobył dwa gole, w meczach z Mikronezją (05.07.2003) i Nową Kaledonią (09.12.2017).